# Trześcianka
Trześcianka (ros. Тростяница, białorus. Трасьцянка, w miejsc. gwarze  Trościanka lub Tryścianka) – wieś w Polsce, położona w województwie podlaskim, w powiecie hajnowskim, w gminie Narew. Leży w dolinie rzek Rudnia i Małynka (prawe dopływy rzeki Narew), przy drodze wojewódzkiej nr 685, pomiędzy miejscowościami Żywkowo i Ancuty. 
| SIMC    | Nazwa  | Rodzaj  |
| ------- | ------ | ------- |
| 0036624 | Stawek | kolonia |

Pierwotnie miejscowość nazywała się Trościanica. Tę historyczną nazwę zniesiono i zastąpiono sztuczną i obcą kulturowo Trześcianką dopiero w 1967 r. Próba przywrócenia poprawnej historycznie nazwy spotkała się w 2009 z protestami społecznymi, w związku z czym od niej odstąpiono.
W latach 1975–1998 miejscowość administracyjnie należała do województwa białostockiego, a w latach 1954–1972 stanowiła siedzibę gromady Trześcianka.
Wieś jest siedzibą prawosławnej parafii św. Michała Archanioła, a wierni kościoła rzymskokatolickiego podlegają parafii Wniebowzięcia Najświętszej Maryi Panny i św. Stanisława Biskupa i Męczennika w Narwi.

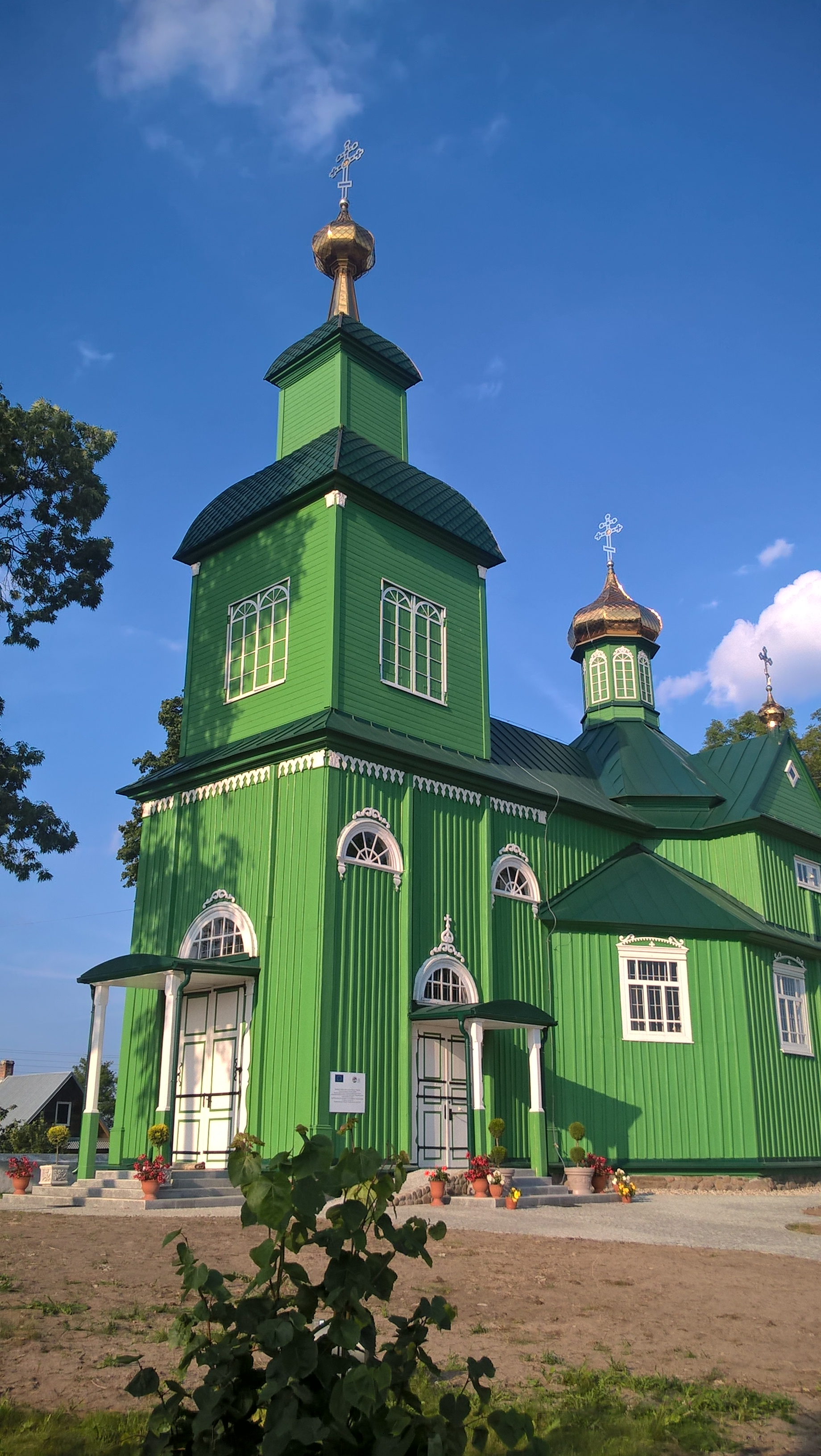
Cerkiew parafialna św. Michała Archanioła

## Zabytki

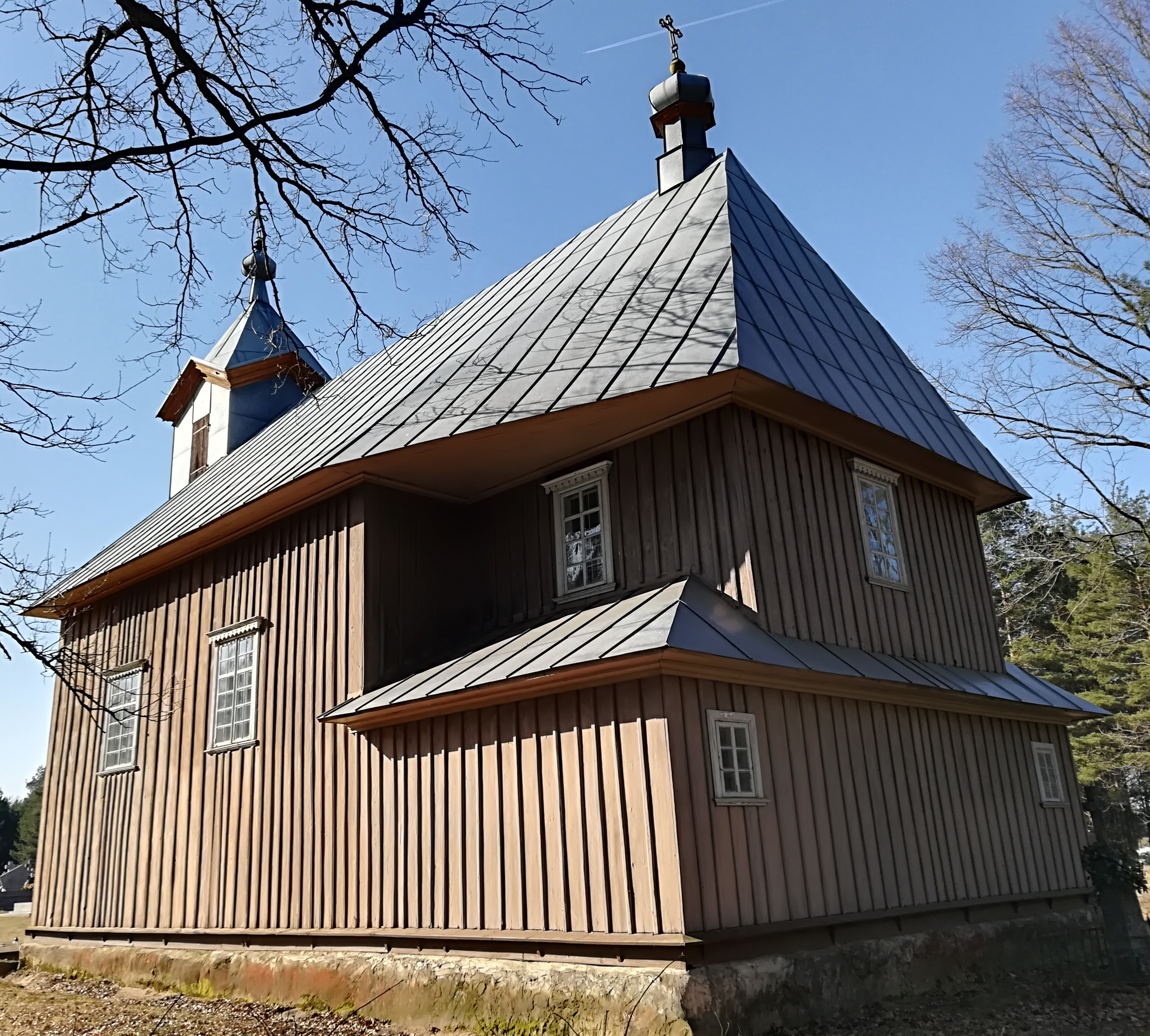
Cerkiew na cmentarzu

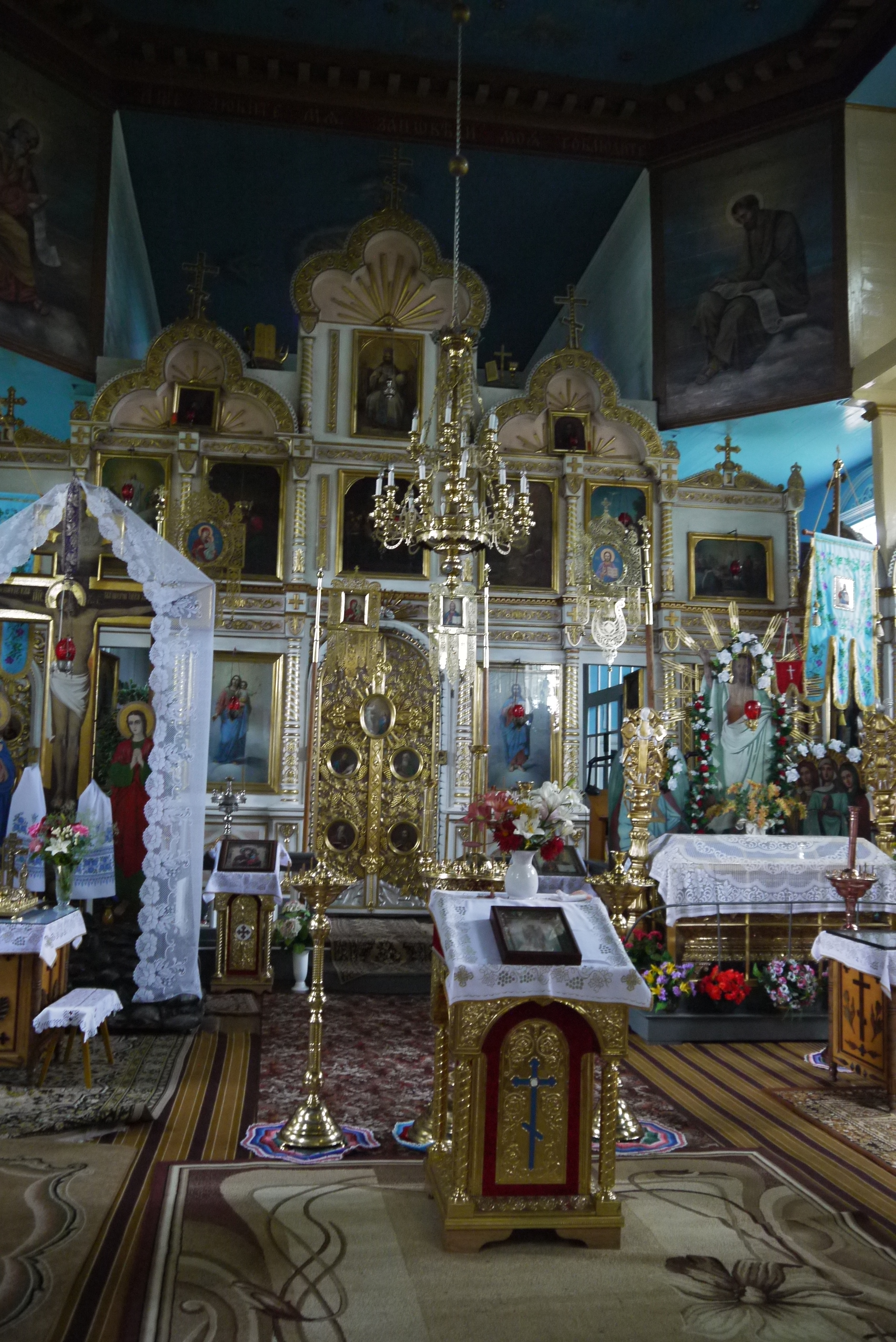
Ikonostas cerkwi św. Michała Archanioła w Trześciance

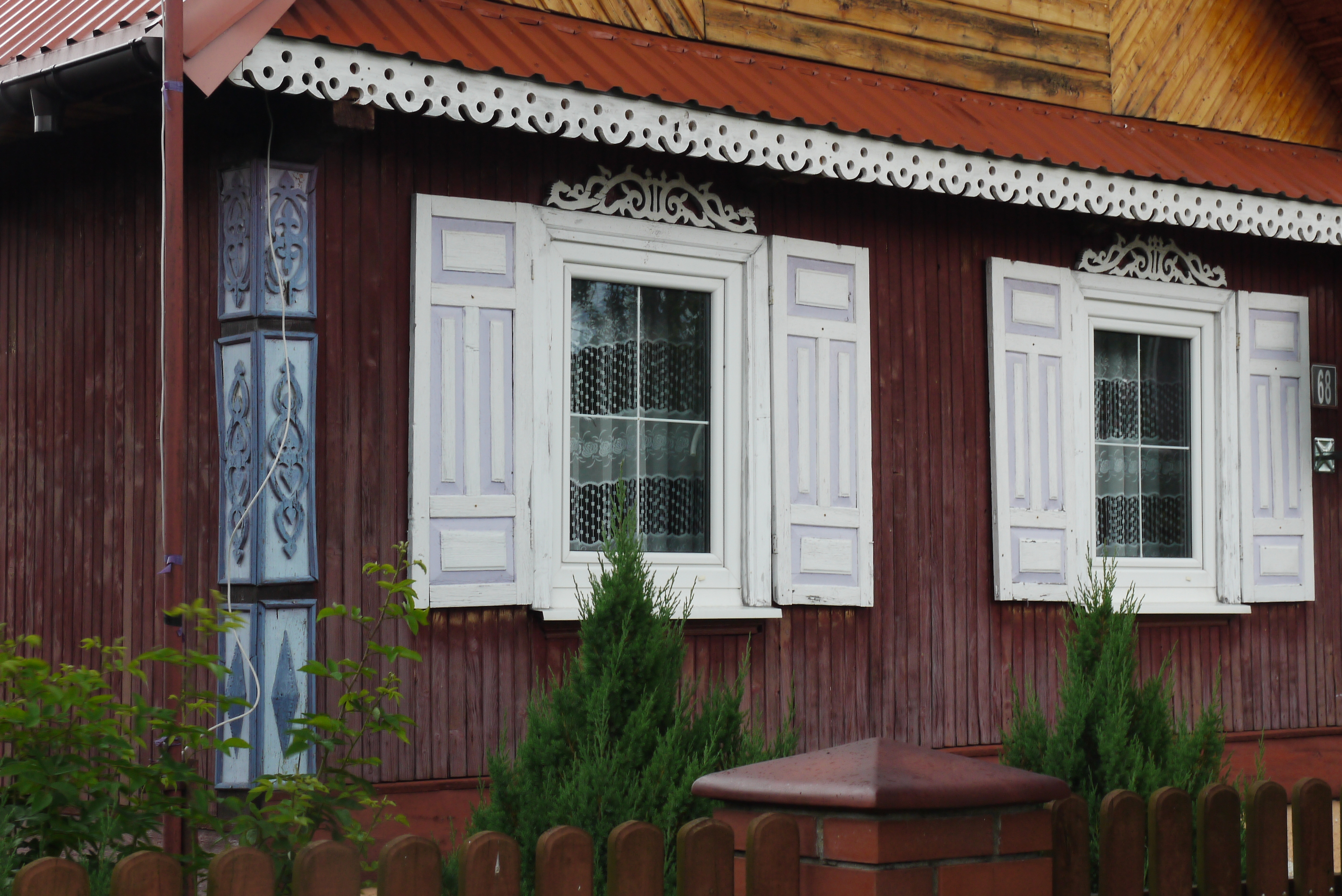
Trześcianka stanowi jeden z punktów Szlaku Otwartych Okiennic: jeden z wielu bogato zdobionych drewnianych domów

- rozplanowanie wsi wraz z tradycyjną zabudową i unikatową architekturą drewnianą, XVI–XIX, nr rej.:691 z 25.03.1988
- drewniana parafialna cerkiew prawosławna pod wezwaniem św. Michała Archanioła, 1864–1867, nr rej.:784 z 9.03.1994
- drewniana prawosławna cerkiew cmentarna pod wezwaniem Ofiarowania Bogurodzicy, przeniesiona z Białowieży, 1. poł. XIX, nr rej.:412 z 12.11.1977[12].

Obiekty niezachowane
- drewniany wiatrak koźlak z 1900 r., przeniesiony w 1987 r. do skansenu we wsi Stupniki, gdzie znajduje się do dziś[13]

## Historia
Pierwsze informacje o miejscowości Trześcianka pochodzą z końca XV wieku, kiedy to istniał dwór Trościanica położony przy szlaku z Litwy do Korony. Założony został on między 1494 a 1504 rokiem, a obok niego osiedlono przed 1541 r. chłopów królewskich starostwa bielskiego, których osada dała początek dzisiejszej wsi. Jedynym śladem istnienia dworu jest niewielkie wzniesienie w pobliżu wsi nazywane Zamczyskiem.
W XIX wieku wieś znana była jako prężnie działający ośrodek oświaty cerkiewnej. W pobliskim uroczysku Stawok mieścił się kompleks zabudowań szkolnych słynnego w całym Imperium Rosyjskim Seminarium im. Świętych Cyryla i Metodego. Placówka działała do wybuchu I wojny światowej. Początkowo seminarium posiadało swą siedzibę w Trześciance, lecz po ukończeniu budowy rozległego kampusu szkolnego w uroczysku Stawok w 1893 r. uczelnię przeniesiono, zaś pokaźny budynek poseminaryjny w Trześciance przeznaczono dla potrzeb jednoklasowej szkoły cerkiewno-parafialnej z kursem rękodzielnictwa dla dziewcząt z prawosławnych, chłopskich rodzin. Placówki działały przy protekcji i nadzorze biskupa wileńskiego i litewskiego Aleksego, Diecezjalnej Rady Szkolnej w Wilnie oraz Rady Szkolnej przy Świątobliwym Synodzie z siedzibą w Sankt Petersburgu. Dyrektorem placówki w Trześciance i Stawku był do 1896 r. proboszcz cerkwi w Puchłach ks. Flor Sosnowski (cerkiew w Trześciance była do 1895 r. świątynią szkolną oraz filią parafii w Puchłach).
Z okolic Trześcianki pochodzi kamień, który stanowi podstawę pomnika Pomnika prawosławnych mieszkańców Białostocczyzny zabitych i zaginionych w latach 1939–1956 znajdującego się w Białymstoku.

## Demografia
W 1915 roku wszyscy mieszkańcy wsi zostali masowo ewakuowani przez władze carskie w głąb Rosji w ramach tzw. bieżeństwa. Powroty do rodzinnej wsi rozpoczęły się dopiero po 1919 roku i trwały z różną intensywnością przez następne dziesięciolecie. Należy zaznaczyć, że znaczna część mieszkańców już nigdy nie powróciła z Rosji. Podczas powszechnego spisu ludności przeprowadzonego w 1921 roku 98% mieszkańców Trześcianki (606 osób) zadeklarowało wyznanie prawosławne oraz białoruską przynależność narodową, pozostali stanowili wyznawcy religii mojżeszowej (życie religijne Żydów z Trześcianki skupiało się głównie wokół synagogi w Zabłudowie).  W latach 1944–1946 w ramach akcji deportacji ludności polskiej z terytorium Radzieckiej Białorusi i ludności białoruskiej z terytorium Polski Ludowej oraz w wyniku działalności wrogo nastawionego do miejscowej ludności białoruskiej polskiego podziemia zbrojnego kilkanaście rodzin z Trześcianki zdecydowało się na trwałą migrację do Związku Radzieckiego na zawsze opuszczając rodzinną wieś. Wyjazdy do Związku Radzieckiego nasiliły się szczególnie po pacyfikacji niedalekiej białoruskiej wsi Potoka przez pierwszy szwadron V Brygady Wileńskiej Armii Krajowej pod dowództwem Zygmunta Błażejewicza oraz po dokonaniu napadu na pobliską wieś Puchły przez oddział NSZ pod dowództwem Romulada Rajsa. Społeczność żydowska Trześcianki po zakończeniu II wojny światowej stopniała do zaledwie jednej osoby. W latach 60., 70. i 80. XX w. większość mieszkańców wsi emigrowała do aglomeracji miejskich. Na fali tych trendów demograficznych pod koniec lat 90. zlikwidowano w Trześciance szkołę podstawową. W 2011 roku wieś zamieszkiwało 265 osób.
Ponad 90 procent rdzennych mieszkańców Trześcianki nosi nazwiska patronimiczne zakończone przyrostkiem -uk. Choć starsi mieszkańcy Trześcianki w większości deklarują białoruską tożsamość narodową, to określają się jako Tutejsi i w rzeczywistości używają unikatowego dialektu zachodniopoleskiego języka ukraińskiego (ukraińskiej gwary podlaskiej). Trześcianka, obok wsi Białki, stanowi najdalej wysuniętą na północ, a tym samym jedną z niewielu położonych na północ od rzeki Narew, miejscowości na mapie ziem ukraińskiego kręgu językowo-kulturowego. Aktualnie język ten używany jest już jedynie przez starsze pokolenie mieszkańców Trześcianki, w związku z czym przewiduje się jego całkowite wyginięcie w najbliższej przyszłości.

## Inne

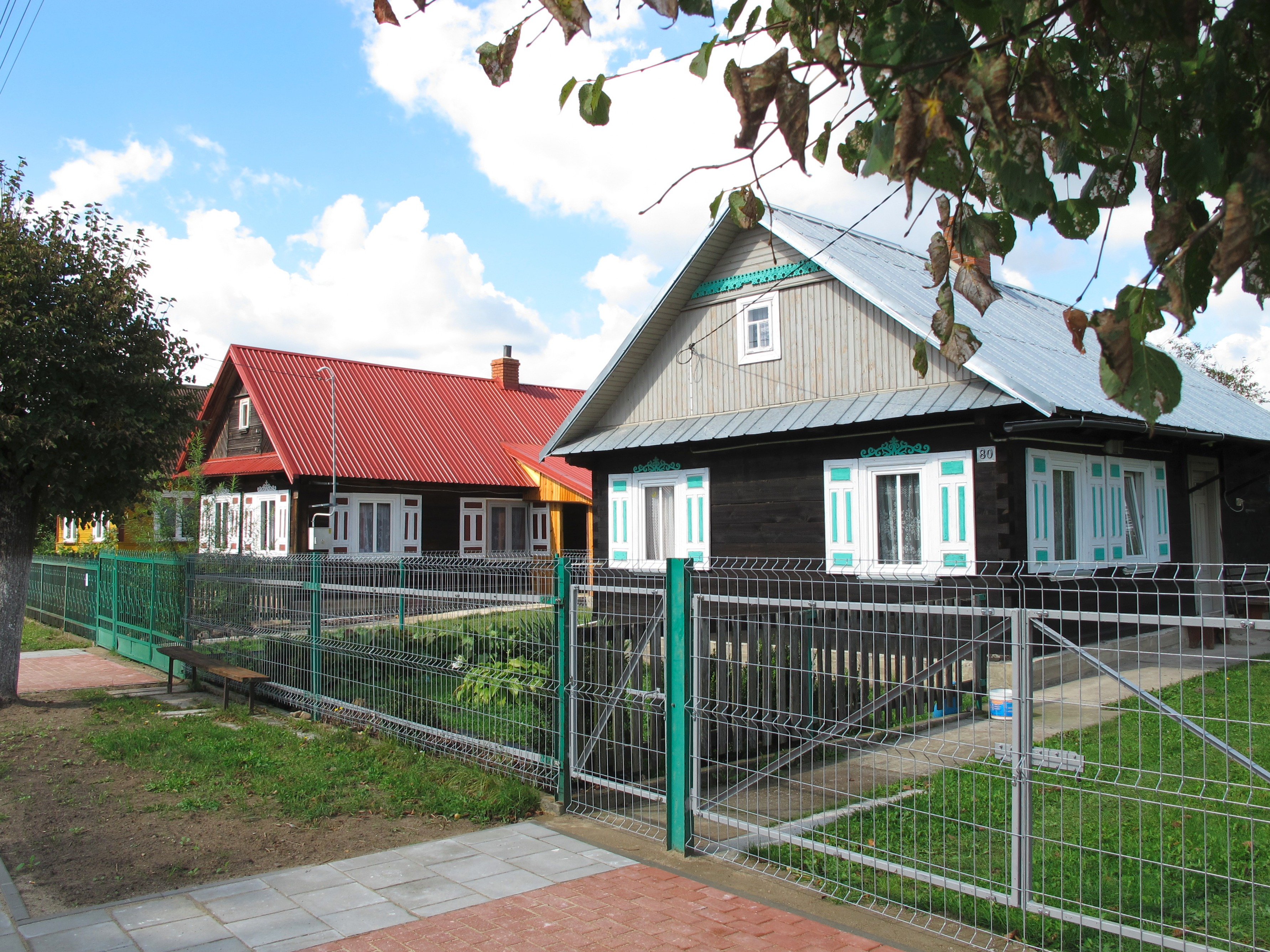
Domy mieszkalne z tradycyjnymi zdobieniami

- Od 2001 w Trześciance działa Prawosławny Dom Opieki, mieszczący się w budynku dawnej szkoły podstawowej.
- Przez wieś przebiega droga wojewódzka nr 685.
- Przez Trześciankę przebiega Podlaski Szlak Bociani, Podlaski Szlak Kulturowy "Drzewo i Sacrum" oraz Szlak Świątyń Prawosławnych. Ponadto ze względu na częściowo zachowaną unikalną architekturę drewnianą wieś włączono do szlaku Krainy Otwartych Okiennic. Część drewnianych domów posiada znaczną wartość artystyczną.
- Dnia 21 listopada 2015 roku podczas święta parafialnego Michała Archanioła, niebiańskiego patrona cerkwi w Trześciance, odsłonięty został pomnik upamiętniający mieszkańców Trześcianki, którzy w 1915 roku zmuszeni zostali przez władze carską do ewakuacji w głąb Imperium Rosyjskiego w ramach  Bieżeństwa. Pomnik stanowi polny kamień pochodzący z cerkiewnego placu, na którym osadzony został żeliwny krzyż ośmioramienny, jaki przed remontem cerkwi zwieńczał jedną z jej kopuł. Poświęcenia obelisku dokonał prawosławny metropolita warszawski i całej Polski Sawa[26].

## Związani z Trześcianką
- Piotr Tomaszuk – reżyser teatralny, dramaturg, scenarzysta. Założyciel i dyrektor Teatru Wierszalin. Z Trześcianką związany jest poprzez dziadków, którzy tu mieszkali i u których spędzał dzieciństwo. Sąsiadka dziadków z Trześcianki, będąca szeptuchą, była inspiracją dla wyreżyserowanej przez niego sztuki o nazwie Wziołowstąpienie[27][28][29].
- Wiktor Stachwiuk – malarz, poeta, były redaktor naczelny Radia Racja nadającego w języku białoruskim, autor książki Siva zozula napisanej w gwarze mieszkańców Trześcianki, stanowiącej gruntowny zapis historii, tradycji, obyczajów, świąt i folkloru mieszkańców wsi Trześcianka[30][31].

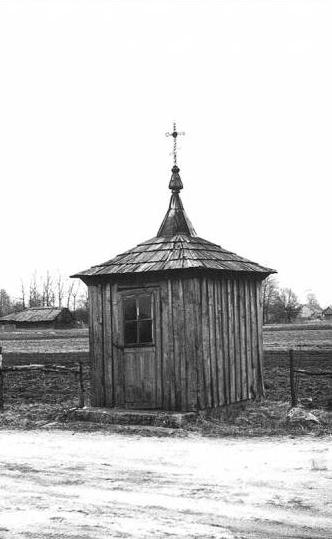
Kaplica (czasownia) za wsią (zdjęcie z ok. 1985 roku)